# Лудвиг Александер фон Зьотерн
Лудвиг Александер фон Зьотерн цу Лемберг (на немски: Ludwig Alexander von Sötern zu Lemberg; * ок. 1557; † 1612) е благородник от род Зьотерн (днес част от Нофелден в Саарланд), господар на Лемберг в Пфалц.
Той е единственото дете на Лудвиг Вилхелм фон Зьотерн († 1564) и съпругата му Катарина фон Щайнкаленфелс († 1563), дъщеря на Йохан VI Млади фон Щайнкаленфелс († 1535/1537) и Катарина фон Вилтберг († 1553). Роднина е на Филип Кристоф фон Зьотерн (1567 – 1652), княжески епископ на Шпайер (1610 – 1652) и архиепископ и курфюрст на Курфюрство Трир от (1610 – 1652).
Лудвиг Александър след смъртта на баща си става главен наследник на имението Сьотерн/Зьотерн, тъй като чичовците му Конрад и Йохан Кристоф нямат потомство. Той изгражда голяма църковна кариера.
Лудвиг Александър става съветник в принц-архиепископията на Трир и съдебен изпълнител на Мюнстермайфелд и Коберн.Когато умира през 1612 г., той оставя вдовицата и шестте си непълнолетни деца.
Фамилията фон Хунолщайн наследява през 1575 г. господството Зьотерн и построява дворец. „Линията Зьотерн“ на род „Фогт фон Хунолщайн“ измира през 1716 г. с Ернст Лудвиг фон Хунолщайн (1644 – 1716).

## Фамилия
Лудвиг Александер фон Зьотерн цу Лемберг се жени на 29 август 1591 или през октомври 1591 г. за Елизабет фон Насау-Шпуркенбург (* сл. 1561; † сл. 1631), вдовица на Йохан XI фон Хелфенщайн, гранд маршал на Трир († 1579), внучка на Квирин фон Насау († 1538), дъщеря на Филип фон Насау-Шпуркенбург (1530 – 1582) и Кристина фон дер Лайен († пр. 1597).
Те имат шест деца, между тях:
- Филип Кристоф фон Зьотерн († 21 септември 1622, убит при езда), женен за Сузана фон Гроузбеек
- Анна Катарина фон Зьотерн цу Лемберг (* 17 август 1592; † 1629), омъжена на 19 септември 1615 г. за фрайхер Адолф фон Неселроде цу Ересхофен, Тум и Вегберг (1592 – 1635)
- Йохан Райнхард фон Зьотерн (* 22 ноември 1596), женен на 26 ноември 1623 г. за Йохана фон Палант, наследничка на Ройланд, Томен, дъщеря на Балтазар фон Палант, господар на Ройланд и Томен († 1625) и Елизабет фон Милендонк († 1614), наследничка на Ройланд; имат син:
  - Филип Франц фон Зьотерн (* 1634; † ок. 1680), фрайхер